# Referendum w Irlandii w 2013 roku
Referendum w Irlandii w 2013 roku – referendum z 4 października 2013 roku, podczas którego odbyły się dwa głosowania. Pierwsze dotyczyło zniesienia wyższej izby parlamentu Irlandii – Seanad Éireann. Drugie dotyczyło ustanowienia Sądu Apelacyjnego, który miałby przejąć istniejącą jurysdykcję odwoławczą Sądu Najwyższego.

## Likwidacja senatu
Poprawka została odrzucona.
| Głosy          | Liczba głosów | %      |
| -------------- | ------------- | ------ |
| Tak            | 591 937       | 48,27% |
| Nie            | 634 437       | 51,73% |
| Głosy nieważne | 14 355        | 1,16%  |
| Razem          | 1 240 729     | 100%   |
| Frekwencja     | 39,17%        | 39,17% |

## Ustanowienie Sądu Apelacyjnego
Poprawka została przyjęta.
| Głosy          | Liczba głosów | %      |
| -------------- | ------------- | ------ |
| Tak            | 795 008       | 65,16% |
| Nie            | 425 047       | 34,84% |
| Głosy nieważne | 20 080        | 1,6%   |
| Razem          | 1 240 135     | 100%   |
| Frekwencja     | 39,15%        | 39,15% |